# قائمة البعثات الدبلوماسية لدى منظمة فرسان مالطا العسكرية المستقلة
تسرد هذه المقالة البعثات الدبلوماسية المعتمدة لدى منظمة فرسان مالطا العسكرية المستقلة. الأمر لم يكن لديك أراضيها الخاصة ولها ذات سيادة تتجاوز الحدود الإقليمية مقر ويقع في روما، لذلك العديد من البلدان اعتماد تتخذ من روما مقرا لها سفراء إلى الكرسي الرسولي بالإضافة إلى فرسان مالطة.

## السفارات المعتمدة
هذه السفارات هي أيضًا سفارات للكرسي الرسولي (مع مبنى السفارة الموجود في روما) ما لم يذكر خلاف ذلك:
- ألبانيا[1]
- النمسا[2]
- البرازيل (سفير الكرسي الرسولي، بالإضافة إلى منظمة فرسان مالطا العسكرية المستقلة)[3]
- بلغاريا[4]
- الكاميرون[5][6]
- كندا (العلاقات الرسمية فقط)[7]
- تشيلي[8]
- كرواتيا[9]
- قبرص[10]
- جمهورية التشيك[11]
- مصر[12]
- السلفادور[13]
- إستونيا (غير معتمد لللكرسي الرسولي)
- الاتحاد الأوروبي (روما، رئيس الوفد إلى منظومة الأمم المتحدة)[14]
- جورجيا[15]
- Germany[16]
- غواتيمالا[17]
- Holy See[18] (مدينة الفاتيكان، الكاردينال باترونوس)
- المجر[19]
- إيطاليا[20]
- لاتفيا (وارسو، السفير في بولندا)[21]
- ليتوانيا[22]
- مالي (باريس، سفير فرنسا)[23][24]
- مالطا (فاليتا، السفير لدى منظمة فرسان مالطا العسكرية المستقلة المقيم في مالطا وزارة الخارجية (مالطا))[25]
- موناكو[26]
- الجبل الأسود[27]
- نيكاراغوا[28]
- مقدونيا (روما سفير إيطاليا)[29]
- الفلبين[30]
- رومانيا[31]
- روسيا[32]
- سان مارينو[33]
- صربيا[34]
- أوكرانيا[35]